# Стара Пазова

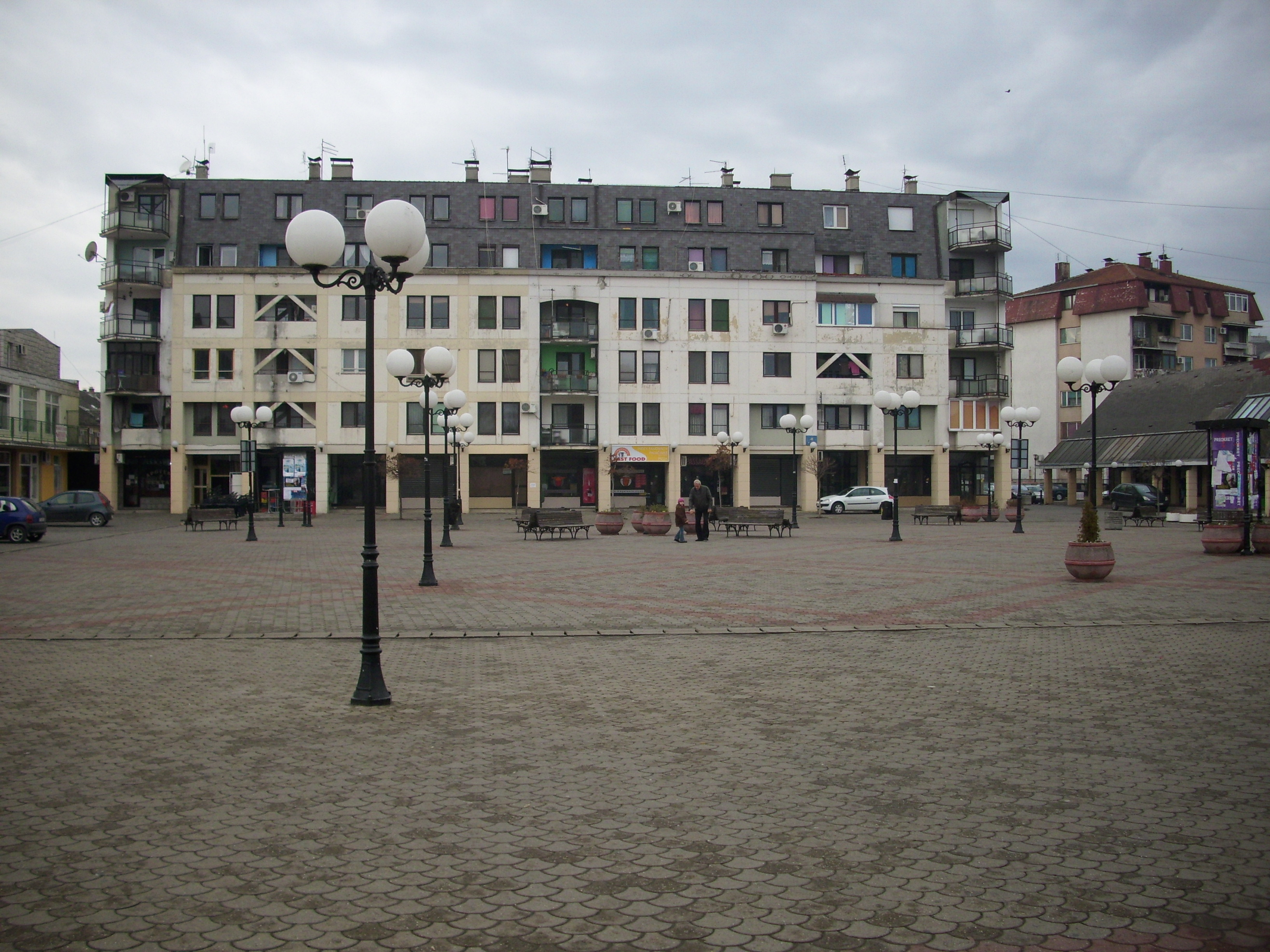
Площа Зорана Джинджича

Стара Пазова (серб. Стара Пазова/Stara Pazova, словац. Stará Pazova, угор. Ópázova, нім. Alt-Pasua) — місто на півночі Сербії, на території Воєводини, в області Срем, центр однойменної громади у Сремському окрузі.
За даними перепису 2011 року, налічувало 8 750 жителів, тоді як населення однойменної громади становило 65 792 людини.

## Історія
Територія Старої Пазови була заселена ще в доісторичні часи. У добу Стародавнього Риму вона була частиною провінції Паннонія, адміністративним центром якої був сусідній Сірмій.
Вважається, що назва міста походить від слов'янського слова «пазуха» (пор. укр. суха і сербохорв. suva) — так місцеві називали римське військове прикордонне плато між двома великими річками Дунаєм та Савою.
Протягом середньовіччя ця територія на цілі століття опинилося на узміжку Візантії та Угорського королівства. В останні сторіччя середньовіччя в цих місцях утвердилася угорська влада. У часи османського панування (XVI-XVIII ст.) Пазова була населена етнічними сербами і входила до складу Сремського санджаку Османської імперії. 1718 року місто потрапило під владу Габсбурзької монархії.
Після 1760 року до цієї частини Срему, яка тоді була південною околицею Габсбурзької монархії, охоче переселялися словаки, здебільшого з Центральної Словаччини, які не були католиками, а належали до нової протестантської віри (євангелісти). Причинами такого добровільного переселення були як соціально-економічні (злиденність), так і релігійні: у самій Словаччині угорці-католики сприйняли вороже нове віросповідання. 1791 року у цих місцях оселилися і німці, які осіли в окремому поселенні під назвою Нова Пазова. Саме на противагу їй до назви «Пазова» додали означення «Стара». До другої половини ХХ століття словаки становили більшість у місті Стара Пазова, а найбільшою етнічною групою в навколишньому муніципалітеті були і залишаються серби. Після Другої світової війни німці виселилися з цієї місцевості.
Більшість часу під габсбурзьким правлінням Стара Пазова входила до Військового порубіжжя (скасованого 1882 р.) і тільки в 1848-1849 рр. була у складі Сербської Воєводини. Наприкінці ХІХ — початку ХХ століть Стара Пазова була районним центром у Сремській жупанії Королівства Хорватії і Славонії, що своєю чергою входило до Королівства Угорщина у складі Австро-Угорщини. За даними перепису 1910 року, населення муніципалітету Стара Пазова становило 46 430 мешканців, з яких 24 262 говорили сербською, 9 348 німецькою, 5 779 словацькою, а 5 670 хорватською.
Після 1918 року місто було частиною Королівства сербів, хорватів і словенців та подальших різних югославських утворень. Лише в 1941—1944 рр. місто належало до Незалежної Держави Хорватія у статусі райцентра у великій жупі Вука.
Згідно з переписом 1971 року, 56% населення міста Стара Пазова були словаками. Нині найбільша етнічна група як у місті, так і в муніципалітеті – серби.

## Населення
За даними перепису 1991 року в місті проживало 17 110 жителів.
| Етнічний склад 2002 р. |         |        |
| нація                  | жителів | %      |
| серби                  | 10 477  | 56,19% |
| словаки                | 5 848   | 31,36% |
| югослави               | 357     | 1,91%  |
| хорвати                | 330     | 1,76%  |
| цигани                 | 274     | 1,46%  |
| чорногорці             | 84      | 0,45%  |
| македонці              | 81      | 0,17%  |
| угорці                 | 44      | 0,23%  |
| українці               | 28      | 0,15%  |
| мусульмани             | 16      | 0,08%  |
| словенці               | 12      | 0,06%  |
| росіяни                | 11      | 0,05%  |
| албанці                | 10      | 0,05%  |
| інші                   | 35      | 0,28%  |
| невідомо               | 373     | 2,00%  |